# David Worrell
Pour les articles homonymes, voir Worrell (homonymie).
David Worrell est un footballeur irlandais né le 12 janvier 1978 à Dublin.

## Carrière
- 1997-99 : Blackburn Rovers  Angleterre
- 1999-01 : Dundee United  Écosse
- 2000-05 : Plymouth Argyle  Angleterre
- 2005-07 : Rotherham United  Angleterre
- 2007-2008 : Dundee FC  Écosse
- 2008- : Montrose FC  Écosse